# مبرهنة كايلي
في نظرية الزمر، مبرهنة كايلي (بالإنجليزية: Cayley's theorem)‏ تنص على أن كل زمرة G هي متساوية القياس مع زمرة جزئية من الزمرة المتماثلة المعرفة على G.

## برهان على المبرهنة
{\displaystyle L_{x}(y)=xy}
هدا تطبيق من G*G نحوGيسمى الإزاحة على اليسار بالعنصر xوهده الازاحات تكون زمرة جزئية داخل زمرة التبديلات